# Szajol
Szajol är en ort i Ungern.   Den ligger i provinsen Jász-Nagykun-Szolnok, i den centrala delen av landet, 100 km öster om huvudstaden Budapest. Szajol ligger 81 meter över havet och antalet invånare är 3 991.
Terrängen runt Szajol är mycket platt. Runt Szajol är det ganska tätbefolkat, med 93 invånare per kvadratkilometer. Närmaste större samhälle är Szolnok, 7,5 km väster om Szajol. Trakten runt Szajol består till största delen av jordbruksmark.